# Metridia longa
Metridia longa är en kräftdjursart som först beskrevs av Lubbock 1854.  Metridia longa ingår i släktet Metridia och familjen Metridinidae. Det är osäkert om arten förekommer i Sverige. Inga underarter finns listade i Catalogue of Life.